# Pyarelal Shrivastav
Pyarelal Shrivastav (Hindi: प्यारे लाल संतोषी) fue un productor de cine y director de cine de la India.
- De 1935 a 1937, después de completar su educación en Jabalpur, fue asistente de en:Jaddanbai en Bombay.
- En 1938 ganó fama escribiendo las canciones y los diálogos de una película en color temprano Mother India de Vishnupant Mathaji Gunjal
- Santoshi escribió diálogos para películas de éxito comercial producidos por en:Ranjit Studios y Bombay Talkies, incluyendo dos dirigidos por en:Gyan Mukherjee: en:Jhoola (1941 film) y en:Kismet (1943 film).
- En 1942 escribió la historia de Station Master que fue producidó de Chimanlal Luhar.
- En 1946 fue director en una película.
- En 1952 fue director y productor de Shin Shinaki Boobla Boo producido firmando como Santoshi Pictures[1][2]

## Filmografía
| Año | tituló del Película | tituló en inglés |
| --- | ------------------- | ---------------- |

- 1946 Hum Ek Hain / We Are One
- 1947 Shehnai
- 1948 Khidki / Window
- 1950 Apni Chhaya / Our Shadow Sargam / Musical Scale Aap Ki Marzi
- 1952 Chham Chhama Chham Shin Shinaki Boobla Boo
- 1953 Chalis Baba Ek Chor / Forty Babas, One Thief
- 1955 Ha Ha Hee Hee Ho Ho Sabse Bada Rupaiya /Money Is the Greatest
- 1957 Garma Garam / Hot Hum Panchhi Ek Dal Ke / We Are Birds of the Same Branch
- 1959 Paheli Raat / First Night
- 1960 en:Barsaat Ki Raat / A Night of Rain[3]